# San Luigi dei Francesi
San Luigi dei Francesi är en kyrkobyggnad och titelkyrka i Rom, helgad åt den helige Ludvig. Kyrkan är belägen vid Piazza di San Luigi dei Francesi i Rione Sant'Eustachio och tillhör församlingen Sant'Agostino in Campo Marzio.
Kyrkan är bland annat känd för att hysa tre målningar av Caravaggio: Matteus kallelse, Matteus och ängeln och Matteus martyrium.
I kyrkan finns även ett av Plautilla Briccis få bevarade verk, Cappella di San Luigi.